# Henri de Saint-Rémi

Armoiries d'Henri de Saint-Rémi.

Henri de Valois, né à Paris en 1557 et mort dans la même ville le 14 février 1621, est un fils naturel du roi Henri II et de sa maîtresse Nicole de Savigny dame de Saint-Rémi.

## Biographie
Il devient gentilhomme ordinaire de son demi-frère, le roi Henri III, puis devient gouverneur de Châteauvillain.
Le 31 octobre 1592, il épouse à Essoyes Christine de Luze (1570-1636), dame de Bazoilles et fille de Jacques de Luze, dont la famille est d'origine luxembourgeoise. Elle lui donne plusieurs enfants :
- François (1593-1648), baron de Fontette et d'Essoyes, qui épouse en 1637 Charlotte-Marguerite de Mauléon, sans descendance ;
- Jacques (1599-1621) ;
- Marguerite ;
- René (1606-1663), qui hérite des titres de son frère et épouse en 1635 Jacqueline de Brevot, dont descendance.

Il est parfois appelé le « bâtard de Valois » car il ne fut jamais légitimé par le roi. Il est l'ancêtre de Jeanne de la Motte-Valois, impliquée dans la célèbre affaire du collier.
À sa mort, il est enterré en l'église Saint-Sulpice, à Paris.